# Médaille pour la Libération de Varsovie
La Médaille pour la Libération de Varsovie est une décoration militaire de l'Union soviétique créée à la fin de la Seconde Guerre mondiale pour récompenser les hommes ayant participé à la libération de Varsovie, et plus largement ceux ayant pris part à l'Offensive Vistule-Oder.

## Histoire
La décoration est créée le 9 juin 1945, un mois après le Jour de la Victoire,. Destinée à récompenser les soldats ayant participé à la libération de la capitale de la Pologne du 14 au 17 janvier 1945 lors des premiers jours de l'offensive Vistule-Oder, elle est finalement étendue à tous les hommes ayant participé à cette dernière, de son déclenchement le 12 janvier jusqu'à son issue le 2 février 1945,. La médaille est attribuable aux soldats de l'Armée rouge et de la Marine soviétique mais également aux commissaires-politiques du NKVD. Elle était décernée au nom du Præsidium du Soviet suprême par le commandant d'unité des militaires encore engagés ou par le commissaire militaire local pour les hommes démobilisés.

## Description
La médaille pour la Libération de Varsovie est un disque en laiton aux bords légèrement surélevés. Sur l'avers, d'une étoile à cinq branches située sur le bas partent des rayons sur lesquels est posée une banderole portant l'inscription "ВАРШАВЫ" (Varsovie). Au-dessus de cet ensemble est gravée l'inscription "ЗА ОСВОБОЖДЕНИЕ" (Pour la libération). Sur le revers, sous une petite étoile à cinq branches, est gravée l'inscription "17 ЯНВАРЯ 1945" (17 janvier 1945).
Le ruban, de forme pentagonale typique des décorations soviétiques, est constitué de trois bandes de largeurs égales, deux bleues entourant une rouge, et de deux fines bandes jaunes sur les bordures.

## Récipiendaires notables
- Maréchal Pavel Batitski
- Maréchal Constantin Rokossovski
- Maréchal Vassili Tchouïkov
- Général Mikhaïl Malinine
- Général Stanislav Poplavsky
- Lieutenant-colonel Ievdokia Berchanskaïa
- Lieutenant-colonel Ievdokia Rachkevitch
- Joseph Beyrle